# Peter Quillin
Peter Quillin est un boxeur américain né le 22 juin 1983 à Chicago, Illinois. Il grandit à Grand Rapids, Michigan.

## Carrière
Passé professionnel en 2005, il devient champion du monde des poids moyens WBO le 20 octobre 2012 après sa victoire aux points contre Hassan N'Dam N'Jikam. Quillin conserve sa ceinture par arrêt de l'arbitre au 7e round contre Fernando Guerrero le 27 avril 2013 et au 10e round contre Gabriel Rosado le 26 octobre 2013.
Il poursuit sa série de succès en dominant aux points Lukas Konecny le 19 avril 2014 puis laisse son titre vacant le 4 septembre 2014 plutôt que d'affronter son challengeur Matvey Korobov. Quillin fait ensuite match nul le 15 avril 2015 face au nouveau champion WBO de la catégorie, Andy Lee, puis est sèchement battu dès le premier round par son compatriote Daniel Jacobs le 6 décembre 2015.

## Référence
1. ↑  (en) Quillin wins WBO title (espn.go.com)